# 馮翰
馮翰（？—？），直隸天津人，清朝政治人物。舉人出身。
道光二十五年八月，接替陆保，擔任江蘇宜興縣知縣，后由邵錕接任，1852年接替张凤纶任嘉定县知县一职，1853年由郑扬旌接任。